# Insula Negros

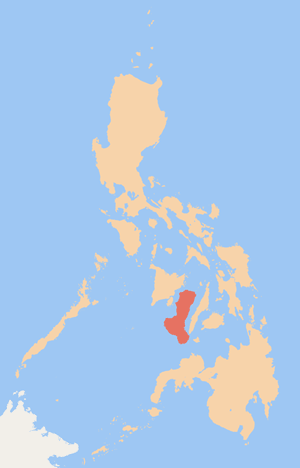
Localizare

Negros este o insulă din Filipine și aparține grupului de insule Visayas, în centrul arhipelagului Filipinelor.
Așezată în nord-est de Mindanao, are 12.073 km². Înalțimea maximă este vulcanul Canlaon, de 2.460m.
Are ca principale râuri Binalbagan, Ilog, Tolong și Tanjay, insula isi bazează economia în sectorul primar: aici se produce jumatate din zaharul tarii, dar și orez, cocos, banane, papaya. Se extrage cupru și ghips.
Principalele orașe sunt Bacolod și Dumaguete.